# Mike Pezzullo
Michael "Mike" Pezzullo é um funcionário público australiano. Em outubro de 2014, ele foi nomeado secretário do Departamento Australiano de Imigração e Proteção de Fronteiras. Em 20 de dezembro de 2017, uma reformulação dos departamentos levou-o a assumir o cargo de Secretário do Departamento de Assuntos Internos. Antes, Pezzullo tinha sido o Diretor Executivo do Serviço de Alfândega e Proteção de Fronteiras da Austrália.

## Educação
Pezzullo é bacharel em Artes (com honras) em História pela Universidade de Sydney.

## Carreira
Pezzullo ingressou no Departamento de Defesa como graduado em 1987. Depois de cinco anos no Departamento de Defesa, Pezzullo descobriu que "a experiência, a idade e, até certo ponto, a lacuna ideológica e quase filosófica entre ele e o próximo nível significam que ele não avançaria até se tornar encrostado, velho e cínico". Então em 1992 ele se transferiu para o Departamento de Primeiro Ministro e Gabinete, onde trabalhou na Divisão Internacional.
Em 1993, ele se juntou à equipe do Ministro das Relações Exteriores, Senador Hon Qaks Evan Q. C., e permaneceu no Parlamento até dezembro de 2001, inclusive como vice-chefe de gabinete do então líder da oposição Kim Beazley. Em fevereiro de 2002, ele voltou ao Departamento de Defesa, e em 2006 foi promovido ao cargo de Vice-Secretário de Estratégia naquele departamento. Entre fevereiro de 2008 e maio de 2009, ele liderou a equipe de White Paper de Defesa e foi o autor principal do Livro Branco de Defesa de 2009.
Em julho de 2009, Pezzullo ingressou no Serviço de Alfândega e Proteção de Fronteiras da Austrália como diretor de operações, cargo que continuou até setembro de 2012. Foi promovido a diretor executivo interino no período de setembro de 2012 a fevereiro de 2013 e em 15 de fevereiro de 2013 foi empregado como o principal executivo. Ao nomear Pezzullo, o ministro do Interior, Jason Clare, disse à imprensa que a Alfândega exigia grandes mudanças estruturais, e Pezzullo havia sido indicado para impulsionar as reformas. No cargo, Pezzullo enfatizou a importância da segurança nas fronteiras, não apenas como uma questão de segurança, mas também como uma preocupação econômica.
Em 2 de outubro de 2014, o primeiro-ministro Tony Abbott anunciou que ele havia tornado Pezzullo o novo secretário do Departamento Australiano de Imigração e Proteção de Fronteiras, em vigor a partir de 13 de outubro de 2014, substituindo Martin Bowles. Como Secretário de Imigração, Pezzullo liderou mudanças em seu departamento, reformulando o que havia sido visto como instituições e doutrinas tradicionais de imigração e segurança nas fronteiras.

## Gestão de conflito de interesses
O Sydney Morning Herald informou que no início de 2014 o irmão de Pezzullo, Fabio, escapou de uma condenação criminal depois que ele confessou mentir para uma investigação investigando a corrupção no aeroporto de Sydney.
Fabio Pezzullo, ex-funcionário da alfândega, foi multado e colocado em um vínculo de bom comportamento de dois anos por perjurar-se diante de um cão de guarda da corrupção. O homem de 42 anos foi acusado depois de uma investigação sobre alegações de que vendeu medicamentos prescritos a colegas funcionários da alfândega do aeroporto de Sydney e mentiu para a Comissão Australiana de Integridade da Aplicação da Lei. A comissão estava investigando vários de seus colegas por importação e suborno de drogas. Apesar de ser dito verbalmente e por escrito para não contar a ninguém sobre a convocação, Fabio Pezzullo disse ao seu colega de apartamento, um ex-funcionário da alfândega. A sentença de Fabio Pezzullo ocorreu em junho de 2014.
Enquanto o caso estava em andamento, Michael Pezzullo estava desempenhando funções de executivo sênior em Alfândega e Proteção de Fronteiras, mas havia revelado o conflito ao seu ministro desde o início. Em uma nota à equipe sobre o caso, ele teria dito: "desde o início, eu perguntei e esperava ser tratado como um membro da família destacado, sem direitos, interesses ou poderes oficiais no assunto". O comunicado também detalha os processos que foram implementados para gerenciar qualquer conflito de interesse real ou percebido relacionado ao caso.

## Interesses pessoais
Uma biografia publicada no site australiano de Alfândega e Proteção de Fronteiras afirmou que Pezzullo "gosta de estar com sua família, liga de críquete e rúgbi e ler (qualquer coisa sobre história militar, estratégia, relações internacionais, inteligência, biografia política e filosofia, para iniciantes)".